# Aiysha Hart

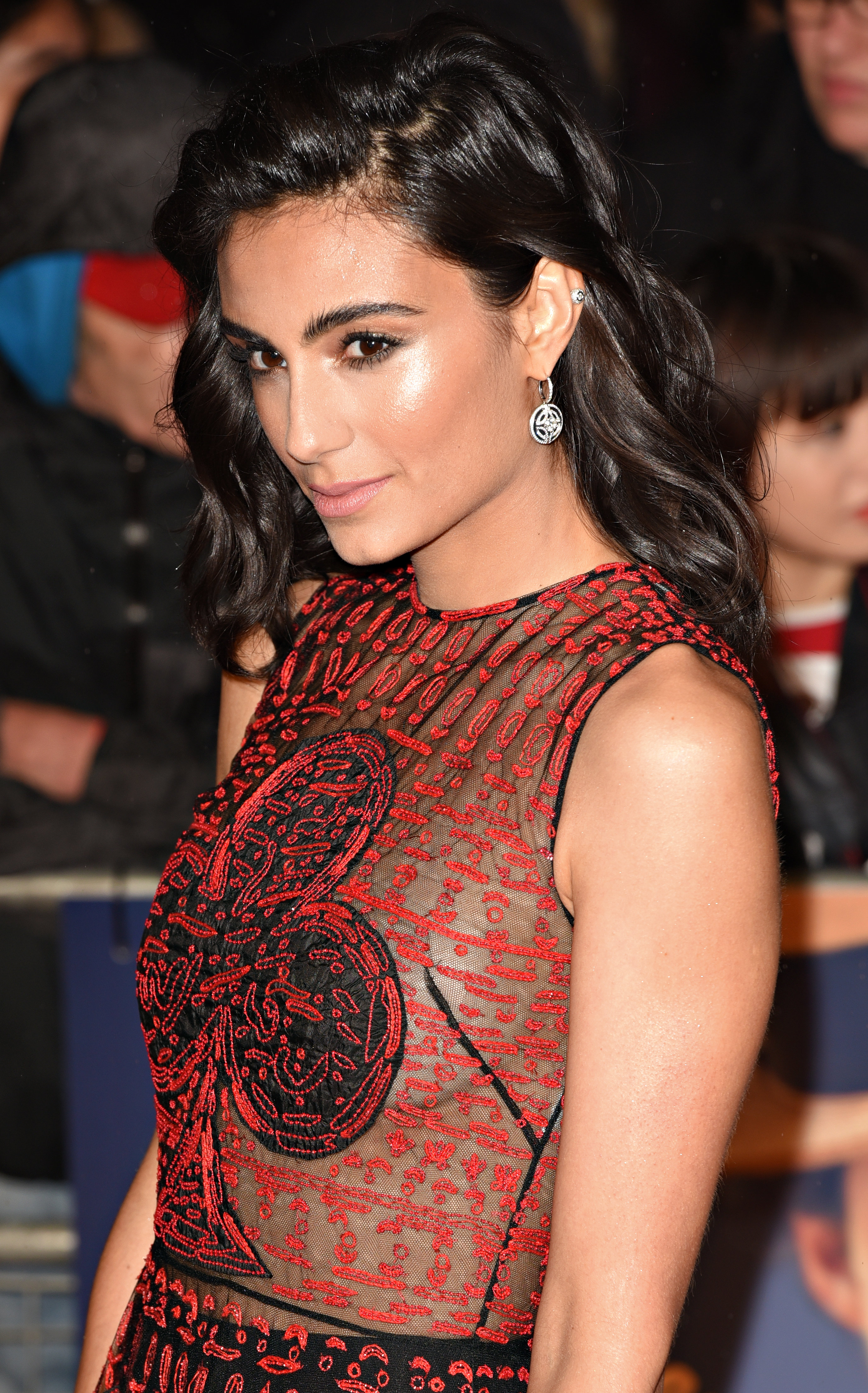
Aiysha Hart

Aiysha Hart (* 8. August 1990 in London) ist eine britische Schauspielerin.

## Leben und Karriere
Aiysha Hart ist die Tochter einer Britin und eines Saudis und lebte in ihrer Kindheit teilweise in Saudi-Arabien. Sie studierte Englische Literatur am King’s College London und ist seit 2013 als Schauspielerin tätig. In der Serie Atlantis war sie zwischen 2013 und 2015 als Ariadne zu sehen. Ihre erste Hauptrolle in einem Kinofilm spielte sie 2014 an der Seite von Paddy Considine in Honour als junge Frau, die vor ihrer eigenen Familie flüchten muss, da die ihr einen sogenannten „Ehrenmord“ angedroht hat. Danach war sie in prominenten Rollen in den britischen Krimiserien New Blood – Tod in London und Line of Duty zu sehen. 2018 verkörperte sie die Tänzerin Polaire im Film Colette.

## Filmografie (Auswahl)
- 2013–2015: Atlantis (Fernsehserie, 21 Folgen)
- 2013: Djinn – Des Teufels Brut (Djinn)
- 2014: Honour
- 2016: New Blood – Tod in London (New Blood, Fernsehserie, 7 Folgen)
- 2016–2019: Line of Duty (Fernsehserie, 12 Folgen)
- 2018–2022: A Discovery of Witches (Fernsehserie, 17 Folgen)
- 2018: Colette
- 2019: Wer wir sind und wer wir waren (Hope Gap)
- 2020: Mogul Mowgli
- 2020: Make Me Famous (Fernsehfilm)
- 2021: We Are Lady Parts (Fernsehserie, 6 Folgen)
- 2025: Dreamers
- 2025: Salvable